# Esqui estilo livre nos Jogos Olímpicos de Inverno de 2006 - Aerials masculino
A competição de aerials masculina de esqui estilo livre nos Jogos Olímpicos de Inverno de 2006 foi disputado no dia 23 de fevereiro.

## Medalhistas
| Ouro   | CHN Han Xiaopeng     |
| Prata  | BLR Dmitri Dashinski |
| Bronze | RUS Vladimir Lebedev |

## Qualificação
| Pos. | Esquiador               | Total  | 1º Salto | 2º Salto | Nº |
| ---- | ----------------------- | ------ | -------- | -------- | -- |
| 1    | CHN Xiaopeng Han        | 250.45 | 128.54   | 121.91   | 7  |
| 2    | BLR Dmitri Dashinski    | 249.34 | 130.31   | 119.03   | 2  |
| 3    | CAN Warren Shouldice    | 243.45 | 123.01   | 120.44   | 3  |
| 4    | BLR Alexei Grishin      | 242.87 | 115.43   | 127.44   | 12 |
| 5    | RUS Vladimir Lebedev    | 241.48 | 120.24   | 121.24   | 30 |
| 6    | CHN Sen Qiu             | 236.50 | 129.21   | 107.29   | 11 |
| 7    | CAN Kyle Nissen         | 231.64 | 128.10   | 103.54   | 1  |
| 8    | USA Jeret Peterson      | 227.21 | 114.38   | 112.83   | 5  |
| 9    | UKR Enver Ablaev        | 226.89 | 111.47   | 115.42   | 22 |
| 10   | BLR Anton Kushnir       | 226.33 | 121.24   | 105.09   | 20 |
| 11   | SUI Renato Ulrich       | 225.75 | 114.38   | 111.37   | 14 |
| 12   | RUS Evgeniy Brailovskiy | 222.28 | 113.14   | 109.14   | 35 |
| 13   | UKR Stanislav Kravchuk  | 221.69 | 102.88   | 118.81   | 17 |
| 14   | SUI Thomas Lambert      | 214.77 | 113.57   | 101.20   | 26 |
| 15   | USA Joe Pack            | 211.33 | 97.57    | 113.76   | 8  |
| 16   | USA Ryan St. Onge       | 207.75 | 97.35    | 110.40   | 4  |
| 17   | USA Eric Bergoust       | 205.85 | 113.72   | 92.13    | 15 |
| 18   | CHN Zhongqing Liu       | 201.26 | 113.80   | 87.46    | 27 |
| 19   | CAN Jeff Bean           | 198.49 | 117.92   | 80.57    | 9  |
| 20   | CAN Steve Omischl       | 198.23 | 124.78   | 73.45    | 28 |
| 21   | CZE Ales Valenta        | 193.58 | 105.97   | 87.61    | 13 |
| 22   | FRA Aurelien Lohrer     | 188.27 | 87.83    | 100.44   | 21 |
| 23   | CHN Xiaotao Ou          | 180.31 | 72.12    | 108.19   | 10 |
| 24   | BLR Dmitri Rak          | 172.47 | 86.63    | 85.84    | 23 |
| 25   | JPN Ken Mizuno          | 157.67 | 90.04    | 67.63    | 29 |
| 26   | UKR Igor Ishutko        | 153.04 | 47.34    | 105.70   | 25 |
| 27   | UKR Oleksandr Abramenko | 149.47 | 63.05    | 86.42    | 48 |
| 28   | ARG Clyde Getty         | 79.88  | 47.56    | 32.32    | 47 |
|      | RUS Dmitry Marushchak   | DNS    |          |          | 31 |
|      | RUS Dmitry Arkhipov     | DNS    |          |          | 34 |
|      | SLO Miha Gale           | DNS    |          |          | 38 |

## Final
| Pos. | Esquiador               | Total  | 1º Salto | 2º Salto | Nº |
| ---- | ----------------------- | ------ | -------- | -------- | -- |
| 1    | CHN Xiaopeng Han        | 250.77 | 130.53   | 120.24   | 7  |
| 2    | BLR Dmitri Dashinski    | 248.68 | 131.42   | 117.26   | 2  |
| 3    | RUS Vladimir Lebedev    | 246.76 | 120.65   | 126.11   | 30 |
| 4    | BLR Alexei Grishin      | 245.18 | 123.90   | 121.28   | 12 |
| 5    | CAN Kyle Nissen         | 244.91 | 114.38   | 130.53   | 1  |
| 6    | CAN Warren Shouldice    | 239.70 | 123.45   | 116.25   | 3  |
| 7    | USA Jeret Peterson      | 237.48 | 124.78   | 112.70   | 5  |
| 8    | BLR Anton Kushnir       | 227.66 | 124.56   | 103.10   | 20 |
| 9    | RUS Evgeniy Brailovskiy | 223.61 | 110.01   | 113.60   | 35 |
| 10   | SUI Renato Ulrich       | 204.75 | 105.53   | 99.22    | 14 |
| 11   | CHN Sen Qiu             | 186.56 | 98.89    | 87.67    | 11 |
| 12   | UKR Enver Ablaev        | 150.48 | 61.79    | 88.69    | 22 |

Legenda
| Recorde mundial      | Recorde mundial (World record)               |                       | Recorde africano                      | Recorde africano (African) |                                           | Q | Classificado por posição (Qualified) |
| Recorde olímpico     | Recorde olímpico (Olympic record)            | Recorde da América    | Recorde da América (Americas)         | q                          | Classificado por melhor tempo (Qualified) |   |                                      |
| Melhor marca do ano  | Melhor marca do ano (World leading)          | Recorde asiático      | Recorde asiático (Asian)              | DNS                        | Não largou (Did not start)                |   |                                      |
| Recorde nacional     | Recorde nacional (National record)           | Recorde europeu       | Recorde europeu (European)            | DNF                        | Não terminou (Did not finish)             |   |                                      |
| Recorde pessoal      | Recorde pessoal do atleta (Personal best)    | Recorde da Oceania    | Recorde da Oceania (Oceania)          | DSQ / DQ                   | Desclassificado (Disqualified)            |   |                                      |
| Recorde da temporada | Recorde da temporada do atleta (Season best) | Recorde sul-americano | Recorde sul-americano (South America) | NM                         | Sem marca (No mark)                       |   |                                      |